# 나딘 바르무트
나딘 바르무트(Nadine Warmuth, 1982년 4월 11일 ~ )는 독일의 배우이다.